# Georg Meurer (Sportjournalist)
Georg H. Meurer (* 28. Januar 1892; † 13. November 1979) war ein deutscher Sportjournalist.

## Leben
Als Soldat nahm Meurer am Ersten und am Zweiten Weltkrieg teil, zuletzt im Dienstgrad Hauptmann.
Meurer betrieb die Sportarten Fußball, Kajak, Schießen und Tennis. 1925 wurde er deutscher Meister im Zweier-Kajak. In den 1930er Jahren hatte er zeitweise das Amt des Vorsitzenden des SC Victoria Hamburg inne, dessen Mitglied er mehr als 70 Jahre war und der ihm die Ehrenmitgliedschaft verlieh. Meurer zählte den Boxer Max Schmeling und den Fußballspieler Jupp Posipal zu seinen engen Freunden.
Meurer war von 1921 bis 1944 beim Hamburger Fremdenblatt tätig, wo er dafür verantwortlich war, dass die Zeitung als erste in Deutschland einen selbständigen Sportteil einführte. Axel Springer warb ihn im Herbst 1948 als Sportchef für das Hamburger Abendblatt an. Meurer nahm als Berichterstatter an Sportgroßereignissen wie den Olympischen Spielen und Fußball-Weltmeisterschaften teil. Unter anderem schickte das Hamburger Abendblatt ihn zur WM 1954.
Von Günther Weise, seinerzeit Vorsitzender des Verbandes Deutscher Sportpresse, wurde Meurer in einem Nachruf auf der in Hamburg abgehaltenen Trauerfeier als „Patriarch“ bezeichnet, „der sich mit seiner Pionierarbeit für den Sportjournalismus schon zu Lebzeiten ein Denkmal gesetzt hatte und sich zu Recht als erster Sportredakteur dieser Stadt betrachten durfte.“